# Franziska Kinsky

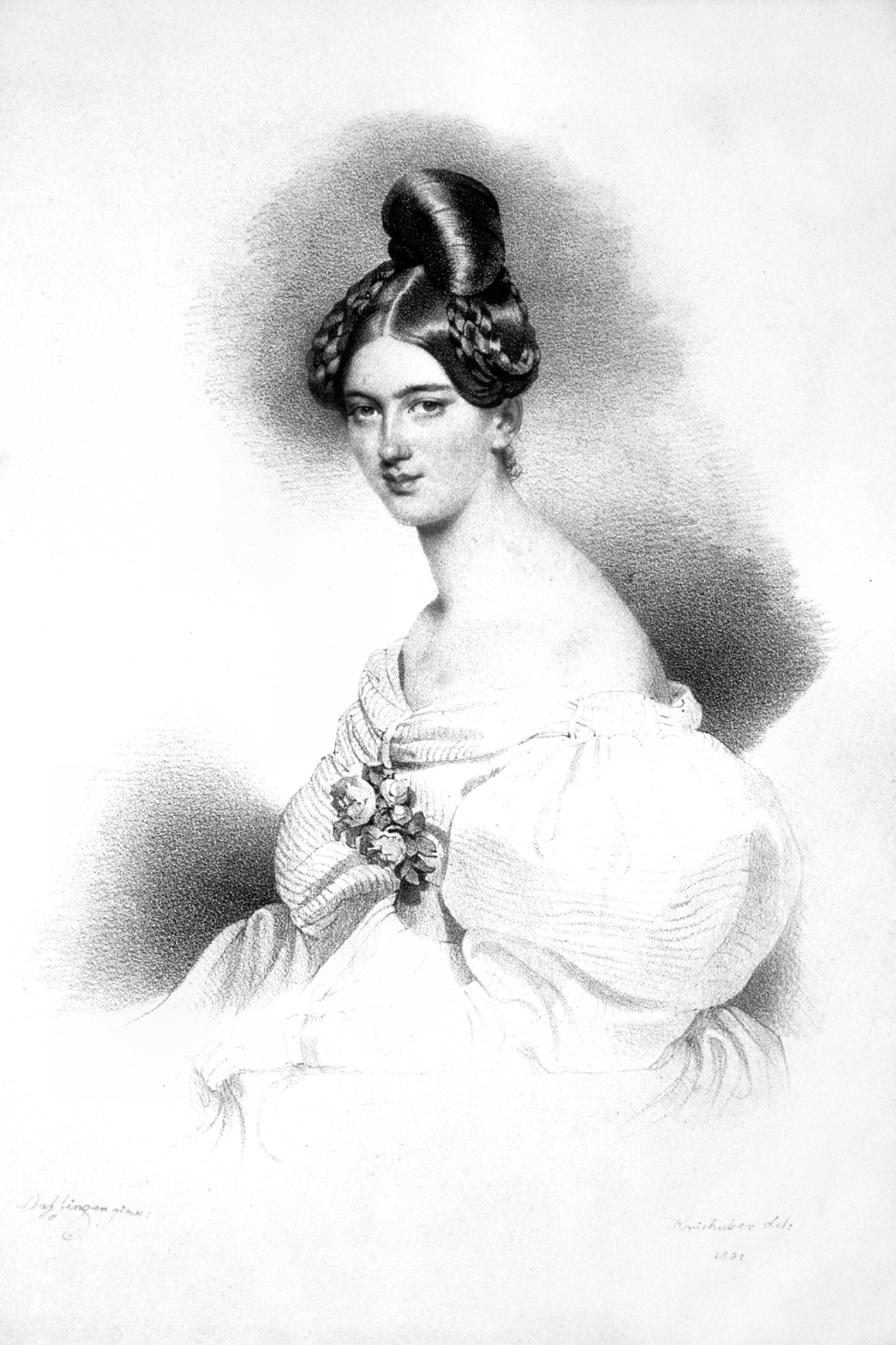
Franziska Kinsky

Franziska Kinsky von Wchinitz und Tettau, född 8 augusti 1813 i Wien, död där 5 februari 1881, var furstinna av Liechtenstein 1836-1858. Gift i Wien 8 augusti 1831 med furst Aloys II av Liechtenstein. 
Hon var dotter till greve Franz de Paula Joseph Kinsky von Wchinitz und Tettau och Therese von Wrbna und Freudenthal. Franziska Kinsky grundade det första barnhemmet i Liechtenstein samt en flickskola. Hennes son ärvde tronen vid arton års ålder 1858; han var myndig, men önskade avsluta sin utbildning innan han påbörjade sin regeringstid, och utnämnde därför sin mor till ställföreträdande regent. Hon var regent i Liechtenstein för sin son från 10 februari 1859 till november 1860.

## Barn
1. Marie av Liechtenstein (1834-1909) , gift med greve Ferdinand von Trauttmansdorff-Weinberg
2. Caroline av Liechtenstein (1836-1885) , gift med furst Alexander von Schönburg-Hartenstein
3. Sophie av Liechtenstein (1837-1899) , gift med furst Karl von Löwenstein-Wertheim-Rosenberg
4. Aloysia av Liechtenstein (1838-1920) , gift med greve Heinrich von Fünfkirchen
5. Ida av Liechtenstein (1839-1921) , gift med prins Adolf Joseph zu Schwarzenberg
6. Johan II av Liechtenstein (1840-1929), ogift
7. Fransisca av Liechtenstein (1841-1858) , ogift
8. Henriette av Liechtenstein (1843-1931) , gift med prins Alfred av Liechtenstein (1842-1907)
9. Anna av Liechtenstein (1846-1924) , gift med furst Georg Christian von Lobkowitz
10. Therese av Liechtenstein (1850-1938) , gift med prins Arnulf av Bayern (1852-1907)
11. Frans I av Liechtenstein (1853-1938)